# 十六島ホタルエビ発生地

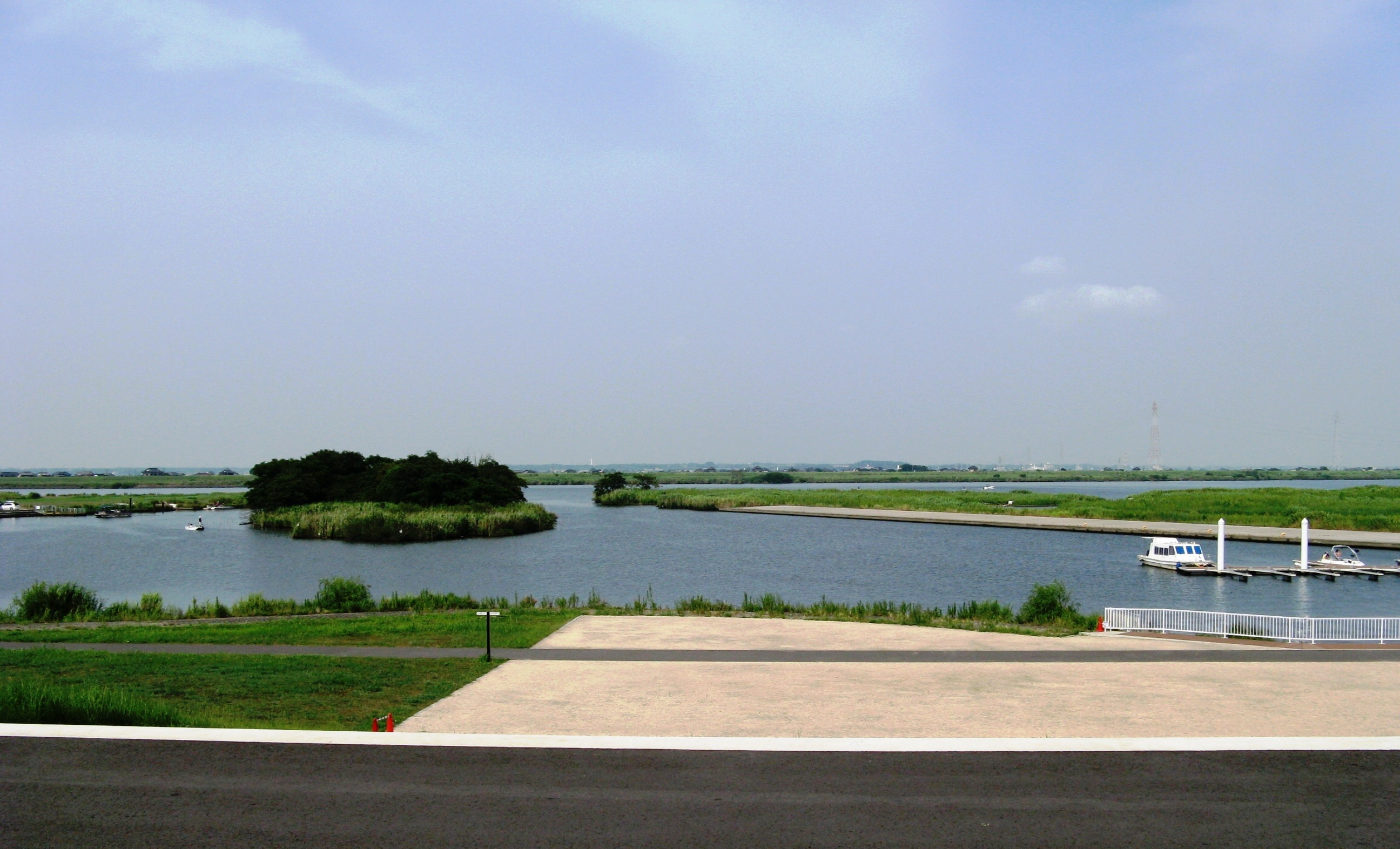
水の郷さわらから見た利根川。
対岸一帯が、かつて天然記念物に指定されていた十六島地区。

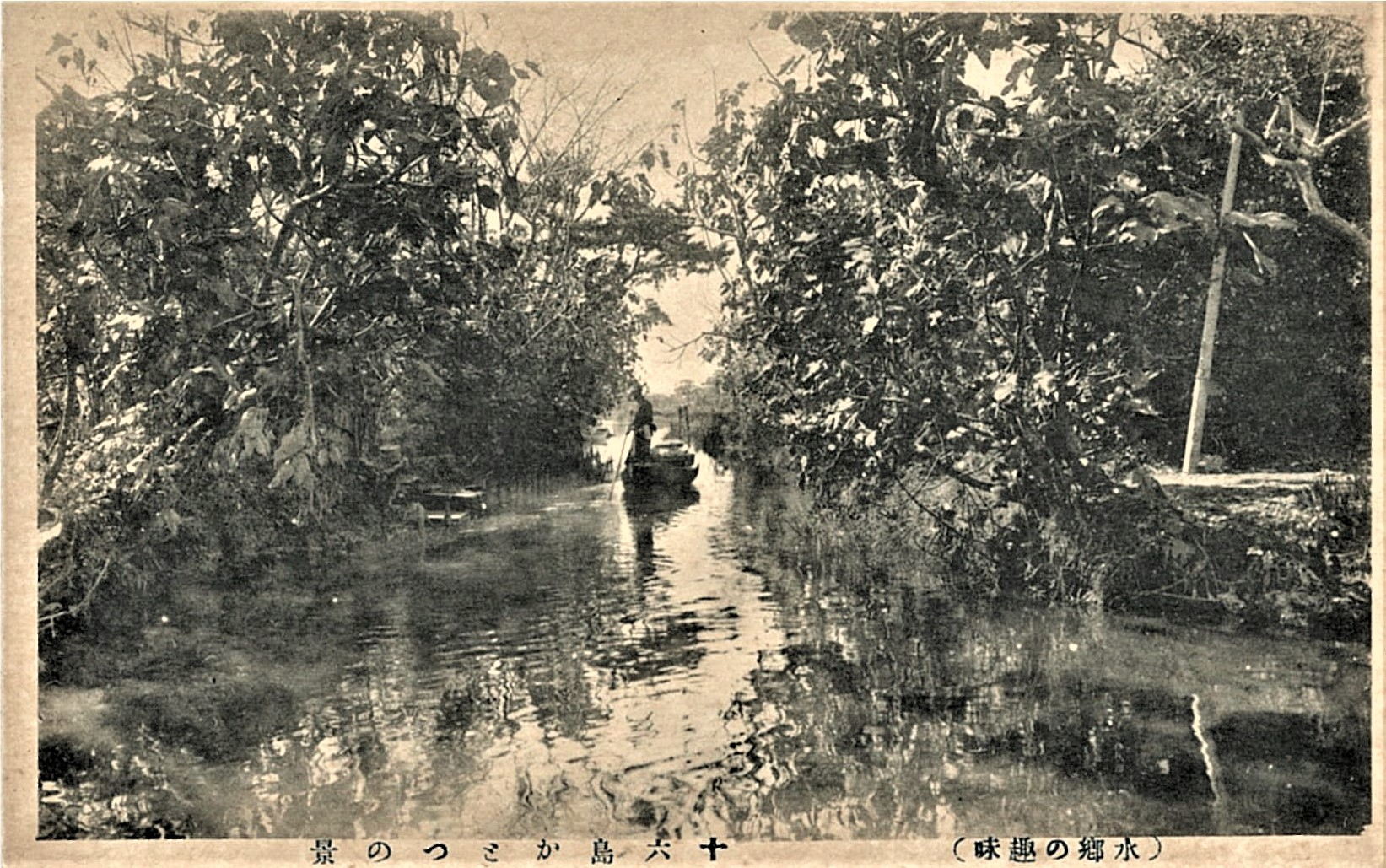
昭和初期の十六島地区の水路と小舟の絵葉書。

十六島ホタルエビ発生地（じゅうろくしまホタルエビはっせいち）とは、千葉県香取市を流れる利根川左岸の十六島地区にかつて存在した、国の天然記念物に指定されていたホタルエビの発生地である。
真夏の蒸し暑い夜、佐原近郊の利根川沿いにある大小さまざまな水門近くの澱んだ小川に、青白い光を放つホタルエビが同時に多数発生するという世界でも類を見ない現象であり、1934年（昭和9年）5月1日に国の天然記念物に指定された。
ホタルエビとは淡水域に生息する複数種の淡水エビが、発光バクテリアに感染することによって発光する形態を言い表したもので、特定の種を指すものではない。発光バクテリアに感染したエビは敗血症を起こし、急速に状態を悪化させ数時間で死亡するが、発光から死ぬまでの、わずかの時間に全身を美しい青白色に光らせる。生物発光の一種ではあるが、今日ではビブリオ属菌のひとつNAGビブリオ (Cholera non-O1)の感染によって引き起こされる、伝染性光り病であると判明しており、一度発光してしまったエビは遅かれ早かれ死を避けられないという、エビにとっては恐るべき病態の一種である。
しかし、高度経済成長期にかけて行われた周辺水田の大規模な圃場整備による小規模河川の埋め立てや、工場排水や生活排水による水質汚染等の影響により生息する淡水エビ自体が激減した。それに加え天然記念物指定水域と利根川河口との間に建設された利根川河口堰によって、発光バクテリアに必要な水中塩分の濃度が減少したことも重なり、ホタルエビは急速に姿を消し、1972年（昭和47年）の夏に目撃されたのを最後に発生が見られなくなった。
その前後にかけて行われた生物学者や地元関係者による地道な追跡調査の甲斐もなく再発見には至らず、最後の目撃から10年後の1982年（昭和57年）10月7日に国の天然記念物指定が解除された。

## ホタルエビの発見と天然記念物の指定
国の天然記念物に指定されていた十六島ホタルエビ発生地周辺のホタルエビは、1921年（大正10年）の夏、佐原在住の小学生だった栗林甲子男・金子靖の2名が、付近の小川で光るエビを発見したことによって人々に知られるようになり、真夏の蒸し暑い夜になると小さな川に数百匹もの青白く光るエビが毎年のように現れた。数百匹にも及ぶエビが美しい光を一斉に放つ現象は世界中のどこからも報告例のない貴重なものであった。
淡水域で発光するホタルエビが最初に確認されたのは佐原周辺の利根川流域ではなく、1914年（大正3年）に長野県諏訪中学校（現長野県諏訪清陵高等学校・附属中学校）教諭の牛山傳造が、夜間に諏訪湖でプランクトンの採集中に、湖中に光るエビを発見したのが最初であったが、牛山は佐原でホタルエビが発見された後の1925年（大正14年）に、諏訪湖でのホタルエビについて東京高師博物雑誌に発表しており、当時、淡水域でホタル以外に発光生物が存在したことは驚きをもって迎えられた。

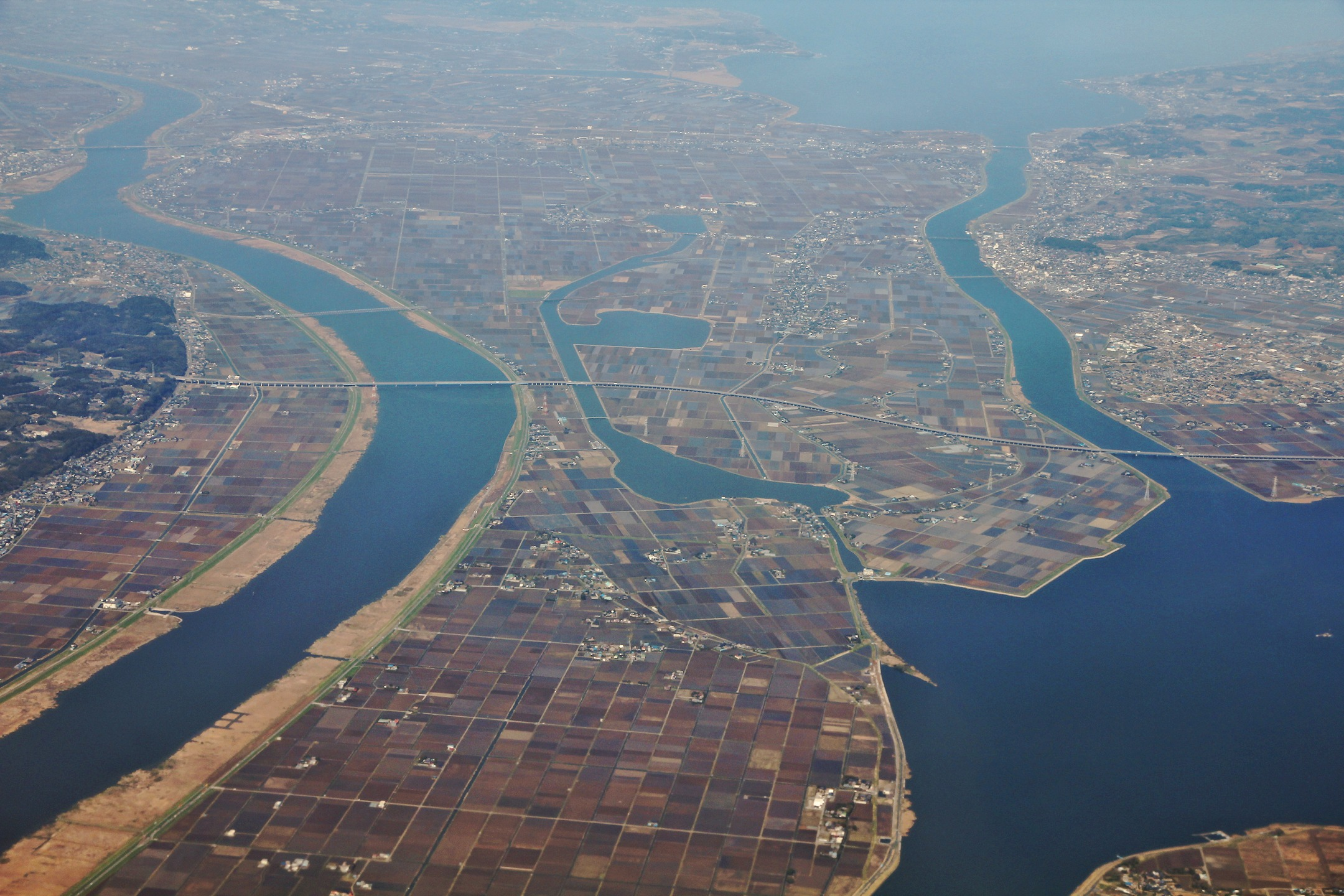
十六島付近の空撮。
画像左側の河川が利根川、右側下方から外浪逆浦、常陸利根川、霞ヶ浦へと続く。中央に与田浦。

この発光の原因を最初に調査したのは東京慈恵会医科大学の矢崎芳夫である。矢崎は長野県諏訪郡永明村（現茅野市）出身で、出身地に近い諏訪湖の発光エビと、佐原の発光エビについて詳細な調査・研究を行い、何らかの発光細菌（発光バクテリア）の感染によるものであることを突き止めた。この細菌を詳しく調べると、コレラ菌に非常によく似たバナナ状の形態をしており、大きさは1.5マイクロメートルで、次々と健康な淡水エビに感染して発光現象を起こすことが分かった。コレラ菌に似ているがヒトを含む人畜には全くの無害であり、甲殻類の特にヌカエビに対する病原性があることが分かった。1926年（大正15年）、矢崎はこの細菌に、Microspira phosphoreum （ミクロスピーラ・フォスフォレウム）和名「蝦発光菌」と命名し、その後の1931年（昭和6年）に高遠藩藩医の流れをくむ医師、馬島律司によりVibrio Yasakii （ビブリオ ヤサキイ）と改名されたが、この菌名はその後廃棄されており、1995年（平成7年）の国立感染症研究所による病原微生物検出情報によれば、矢崎の論文内容から諏訪湖や佐原で確認されたホタルエビの原因となった細菌（発光バクテリア）は、今日で言うビブリオ属菌のひとつNAGビブリオ（Cholera non-O1）であったとことに疑いの余地は無い、としている。
もっとも、諏訪湖のホタルエビは、佐原周辺のホタルエビの発光細菌（バクテリア）と全く同一のものであることが検証により判明しており、佐原周辺の利根川水系よりワカサギが諏訪湖へ移植された際に、ホタルエビやその発光細菌が混入されていたと推測されている。
もともとこれらのエビは「ちょうちんえび」と呼ばれていたが、1932年（昭和7年）、佐原で調査を担当した矢崎と、東京大学の鏑木外岐雄によって「ホタルエビ」と命名された。そして史蹟名勝天然紀念物保存法を所掌していた当時の文部省によって、1934年（昭和9年）5月1日、発光するエビが出現する十六島地区南西部に位置する、佐原町大字佐原ニの、字荒川・砂場（すなっぱ）・向津地区の水路敷が国の天然記念物に指定された。ホタルエビが発光する様子は「水郷の豆電灯」「水郷の豆電球」と称された。
なお、佐原のホタルエビはヌカエビに発光バクテリアが感染したものとされているが分類の混乱もあり、今日ではヌマエビであった可能性も指摘されている。

## 生息環境調査と保護増殖事業

### 保護に向けた現状調査

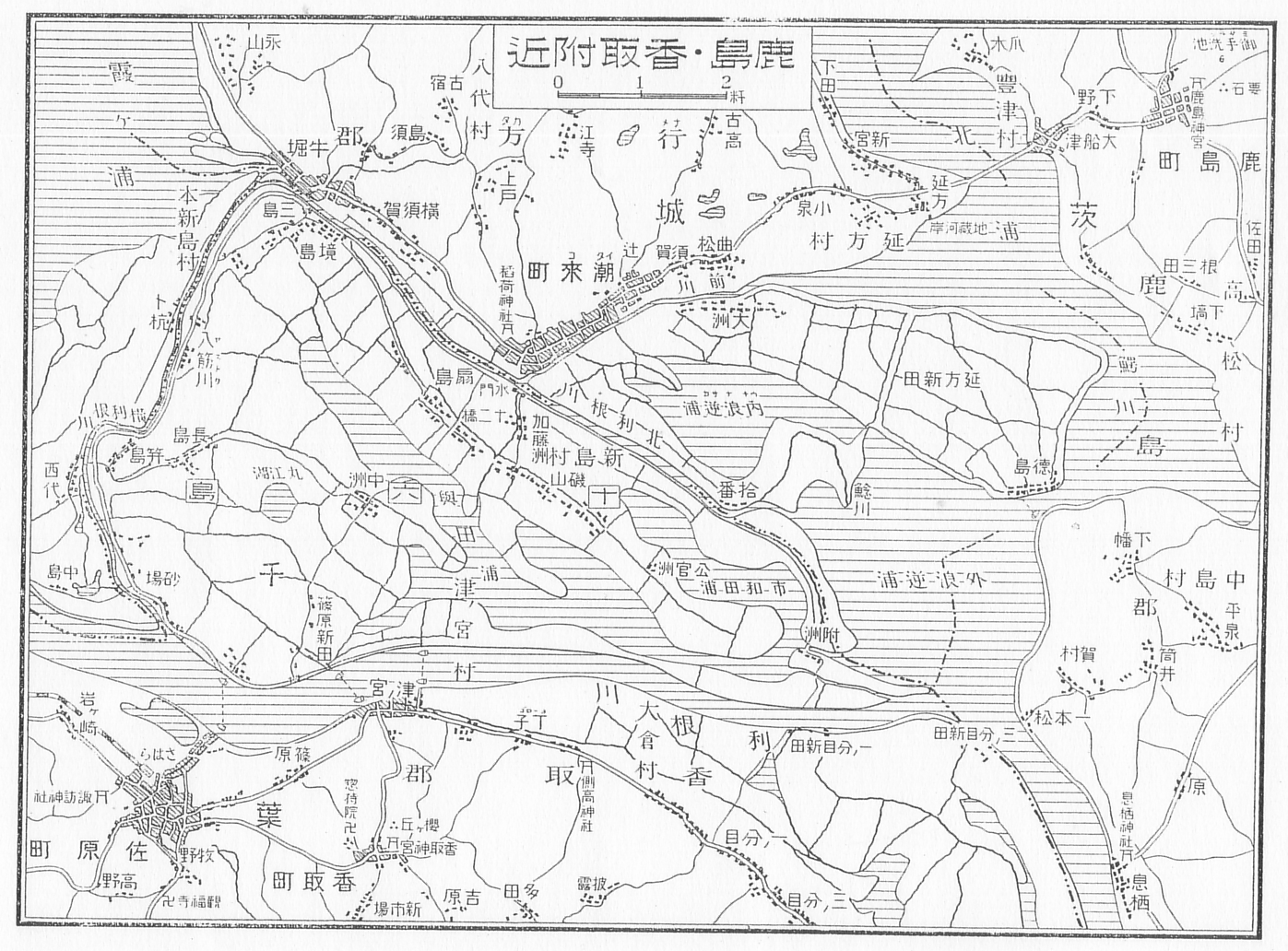
1930年頃（昭和初頭）の佐原・潮来付近の地図。左下の市街地が佐原で、利根川対岸に十六島の地名が確認できる。

国の天然記念物として指定されていた十六島ホタルエビ発生地は、通年でホタルエビが見られたわけではなく、ある一定の条件が揃ったときに出現することが分かっており、晴天の長く続いた夏の蒸し暑い夜に多く、水温25-28℃、水素イオン濃度 pH7.4-7.6の弱アルカリ性という、発光バクテリアの培養に適した条件下であることにくわえ、指定地の中でも利根川本流に近い水門に隣接した水路の、水流がほとんど停滞した場所に多くみられた。
ホタルエビ発生地の水路が利根川に近い理由は、利根川本流から運ばれる微量の塩分が発光バクテリアに必要なためであるが、そもそも発光バクテリアは海水の塩分濃度とほぼ同じ3パーセントを必要とする海の生物である。それにも関わらず十六島のある佐原は利根川河口の銚子市から約40キロメートルも上流に位置しており、本来であれば河水中に塩分は含まれないが、利根川河口から佐原付近までは川床勾配がほとんどない平坦な地形で、しばしば海水が佐原付近まで遡上し塩害をもたらしている。十六島のホタルエビ発生地付近で採取された発光バクテリアの塩分濃度は0.5パーセントであることが調査で判明していたが、これは塩分濃度の低い環境に長期間生存した発光バクテリアが低濃度に順応したものと推察された。
しかし、1960年代に入ると周辺水田の圃場整備による小規模河川の埋め立て、水質汚濁等など、周辺環境の急激な変化により淡水エビ自体が激減し、ホタルエビの姿も急速に減少し始めた。
事態を憂慮した千葉県では1970年（昭和45年度）に、千葉県教育委員会が調査主体となって十六島ホタルエビ発生地の保護対策に乗り出した。千葉県教育委員会は生物発光の専門家として神奈川県横須賀市の横須賀市博物館（現、横須賀市自然・人文博物館）館長（当時）の、羽根田弥太に調査を依頼し、国の天然記念物に指定されている佐原市佐原ニ字向津、砂場、荒川地内の水路一帯の現状調査が羽根田により行われた。羽根田は東京慈恵会医科大学に勤務していた1936年（昭和11年）から1942年（昭和17年）の間、毎年佐原と諏訪湖でホタルエビを調査しており、当時の佐原ではホタルエビが小川で発光する様子が舟の上からでも複数見られ、採集も容易であったという。
調査の結果、天然記念物指定地内では汚水や埋め立てなどにより、ヌカエビ自体の生息が困難な状況であり、このエリアでのホタルエビの再出現は絶望的であることが判明した。
しかし、指定地外の利根川沿岸各所にはホタルエビ出現の可能性のある、微量の塩分を含む水路が多数存在するため、千葉県教育委員会では広域的範囲を対象地とする調査を改めて羽根田に依頼し、ホタルエビの出現する可能性のある翌年の夏季を待つこととなった。

### 1971年度の調査
ホタルエビの出現には、0.5パーセント程度の塩分を必要とする発光バクテリア Vibrio Yasakii、ヌカエビ、弱アルカリ性の水の澱んだ場所、そして真夏の高温が必要である。
このうち発光バクテリア Vibrio Yasakiiそのものは、海から利根川を介して運ばれた塩分濃度の低い水域に慣らされた特殊なバクテリアであり、天然記念物指定エリア外のヌカエビの生息する範囲を調査することにより、たとえ1匹でもホタルエビを発見することができれば、Vibrio Yasakiiの純粋培養による保存株をつくることができる。
このことは、これが人工的であっても世界的に珍しいホタルエビを増殖させることにつながり、学術的にも地域社会にとっても活用面で意義のあることと考えられ、調査主体の千葉県教育委員会や調査管理団体の佐原市などが中心となり天然記念物指定十六島のホタルエビ発生地におけるホタルエビ保護増殖事業が立ち上げられた。
現地調査に先立つ1971年（昭和46年）6月には、地域住民に広く協力を求めるため、アンケート調査用官製はがき（右記参照）を1,000枚印刷し、600枚を利根川沿いの千葉県下に、400枚を茨城県側に配布した。なお千葉県内の600枚は、指定地に隣接した佐原市津宮、向津地区住民にくわえ、佐原市立新島小学校、同、北佐原小学校、同、東大戸小学校（石納分校）、県立佐原高等学校といった学校を中心に配布された。
「保護増殖の基礎調査」として始まった本格的な現地調査は同年8月1日から8月17日にかけて行われ、利根川水系の漁業協同組合やエビ網漁やウナギ釣漁に携わる漁師への聞き取り調査にくわえ、夜間に舟を出してヌカエビを漁獲してホタルエビの有無を確認するというものであった。

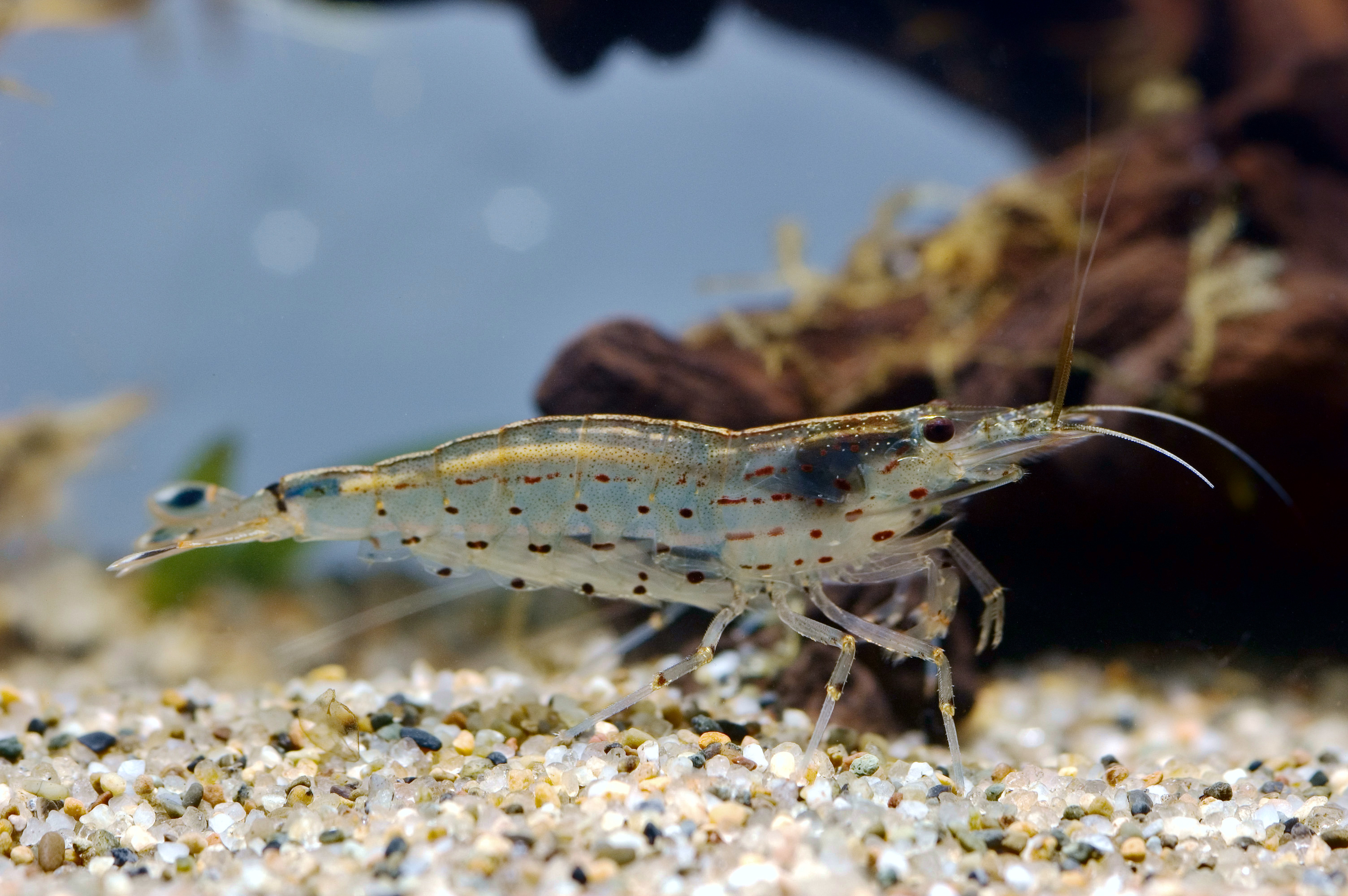
近縁種のヤマトヌマエビ。

指定エリア以外の調査個所は、十六島に隣接する草林地区、与田浦、外浪逆浦、県境をまたいだ茨城県行方郡牛堀町（現・潮来市）、潮来町十番地区、十六島地区から利根川を下流に向かった千葉県香取郡東庄町、更には印旛沼や、調査過程で得られた長生郡の沼地などでホタルエビが発生したという過去（1940年・昭和15年）の新聞記事をもとに、東金・茂原方面にまでおよんだ。
調査の結果、ホタルエビの採集、発見には至らなかったが、ヌカエビそのものは多数採取された。その調査過程でホタルエビの目撃情報が複数得られた。与田浦ではエビを餌にしてウナギ釣りを営む複数人より、夜間光るエビを見るという証言が得られ、牛堀町のエビ漁師からも目撃証言を得ることができた。
その一方で東庄町笹川地区の調査では利根川からの水門に通じる小川では、地区の漁師から数年前までホタルエビが出現したという話を多数得られたものの、調査した時点ではこれらの小川の水は船の重油で真っ黒になっており、ホタルエビはおろか淡水魚の生息できる状態ではないことが確認された。また、足を延ばした印旛沼や東金・茂原方面でも各漁業協同組合で聞き取り調査を行い、いずれも1955年（昭和30年）頃までは見かけたが、今では全く見られなくなったことがわかった。
また、葉書アンケートは1,000枚配布した中で21通の回答が寄せられた。それらによればホタルエビを目撃した大多数が1965年（昭和40年）以前で、目撃場所は佐原付近がほとんどであった。1965年（昭和40年）以後にホタルエビを目撃した回答は次の4通であった。
1. 佐原市砂場在住I氏 目撃場所、佐原市砂場の水路 日時、1965年（昭和40年）8月
2. 佐原市加藤洲在住M氏 目撃場所、常陸利根川 日時、1966年（昭和41年）7月
3. 佐原市佐原在住I氏 目撃場所、横利根川 日時、1970年（昭和45年）8月
4. 佐原市磯山在住H氏 目撃場所、北利根川 日時、1971年（昭和46年）9月

これらのアンケート結果と現地での目撃証言と合わせ、佐原周辺のホタルエビは極めて数が少ないものの、出現条件のそろった地区が完全に消滅したとは断定できないことがわかった。
保護増殖、採集へののぞみをかけ、引き続き千葉県教育委員会では翌年度も追跡調査を行うことになった。

### 1972年度の調査

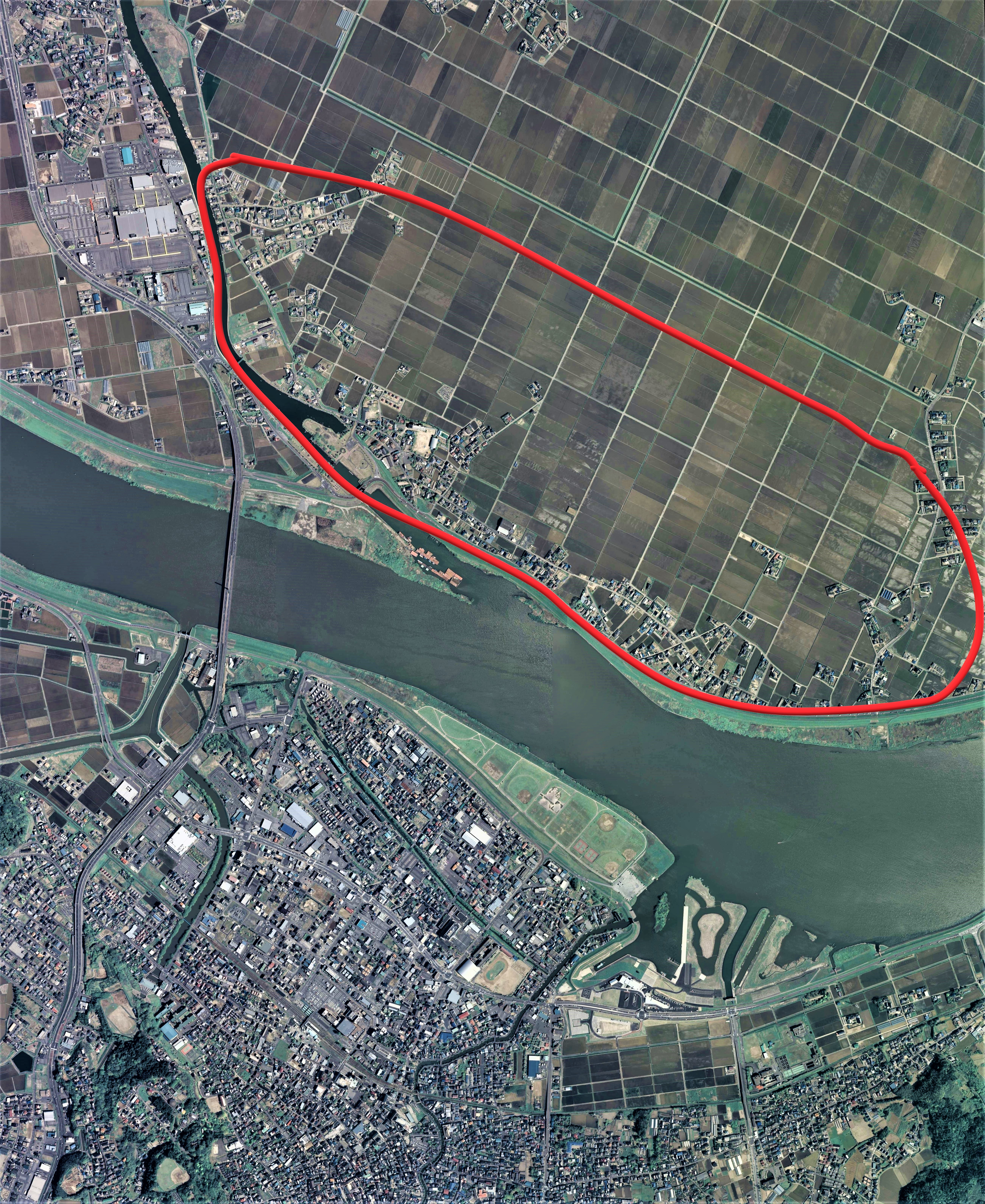
十六島ホタルエビ発生地周辺の空中写真。赤枠で囲んだ内側が、かつての天然記念物指定域。
。（2010年5月1日撮影の8枚を合成作成）

1972年（昭和47年）の現状調査は同年8月16日から9月9日にかけ、天然記念物指定エリアにくわえ、与田浦・外浪逆浦、利根川本流右岸の佐原地区から津宮地区にかけてのテトラポット設置護岸、さらに茨城県潮来から霞ヶ浦南岸に沿って江戸崎町・美浦村・土浦市までの広範囲で調査が行われた。
今年度は各地の漁業協同や漁師から情報収集を行うのと同時に、漁業者の捕獲した淡水エビを購入してホタルエビの有無を確認すると共に、漁師を雇って夜間採集を行った。また、ホタルエビを発見した際、即座に発光バクテリアを培養できるように、培養用の器具や普通寒天培地を多数用意し採集調査時に携帯した。なお、前年同様にアンケート調査用官製はがきを用意し、目撃情報が期待できる佐原地区に300枚配布した。
これらの調査の結果、天然記念物指定エリアでは2年前の予備調査時と同様に水質汚濁が甚だしく、このエリアでのホタルエビ出現は、ほとんど不可能と考えられ、与田浦、外浪逆浦では前年の調査同様、ヌカエビそのものは多く捕獲され、ごくまれに光るエビを見るとの証言が再度得られたものの、与田浦、外浪逆浦とも小さな水路などと比較して水面積が大きく、水深もかなりあるため、なかなか人の目に触れる機会が少なく、調査時に発見・採集することは困難であることがわかった。また、霞ヶ浦方面の調査でも、1930年（昭和5年）頃に見たという人の証言はあったが、出現の確認には至らなかった。
また、8月17日には佐原市教育委員会会議室で、佐原市教育長、同市教育主事、香北土地改良事務所課長の3名にくわえ、佐原市在住の漁業従事者、遊覧船および川魚料理専門従事者4名を含む計7名を招いた座談会が行われた。その席上で参加者の漁師I氏より先月の7月に、横利根川の水門近くで多数のホタルエビの発生を目撃したとの証言があり、佐原市街地に近い利根川本流と小野川との水門付近に係留している「お座敷船浅見丸」の船底に、ホタルエビがいるのを数回にわたって目撃したとの証言が、同船の川魚料理人であるA氏とその息子から得られた。さらに漁師M氏からの情報として、佐原市街地の東側に隣接する津宮地区のK氏からの依頼で、津宮地区の利根川本流沿いのテトラポット設置地域で通称「ヅー」と呼ばれる竹製のエビの捕獲器（筌の一種）で採ったエビの中に、発光しているエビがいたことをK氏より知らされたという。これらはすべて座談会の前月7月のことであり、かつ有力な目撃情報であった。

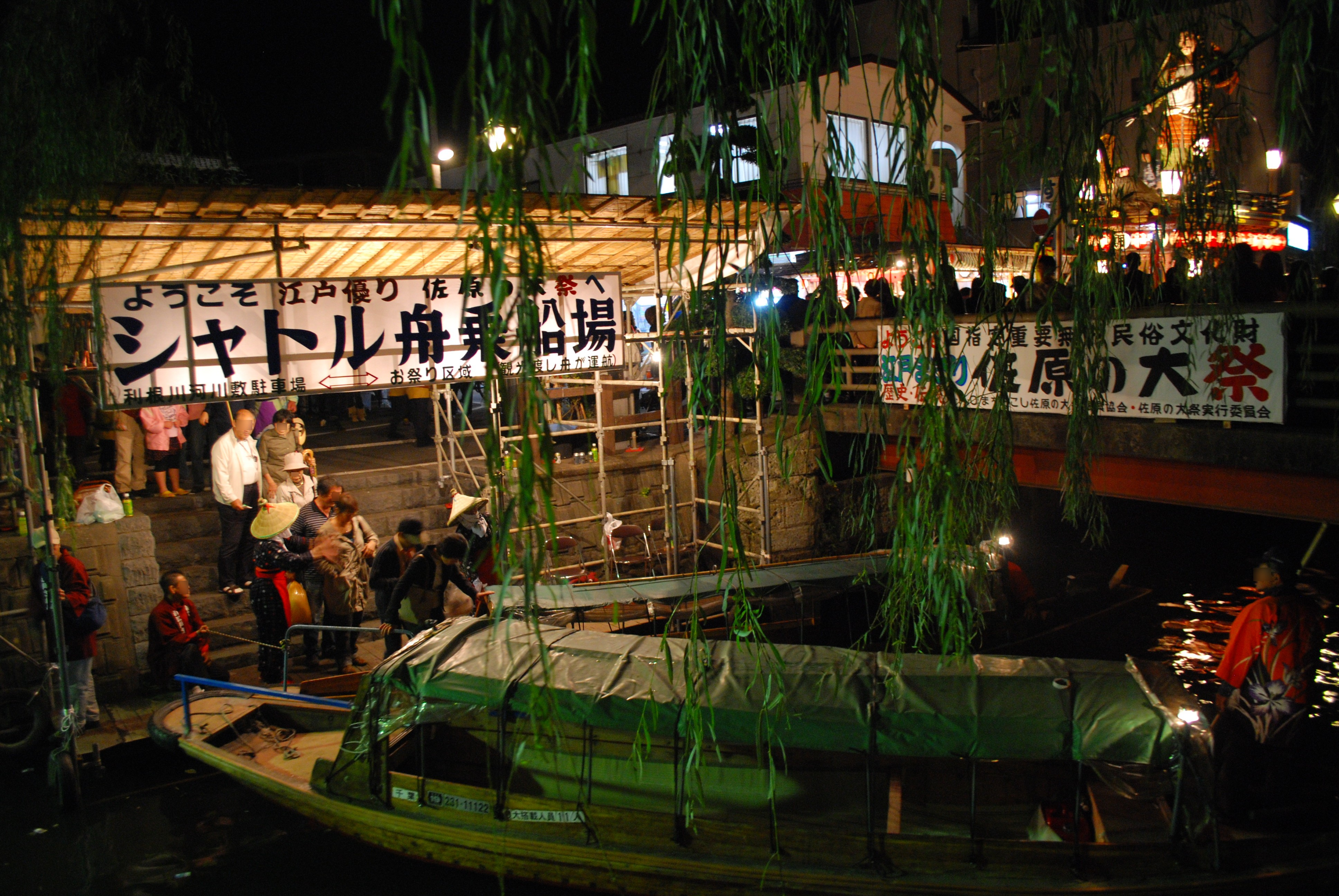
佐原の小野川舟運観光船。このような川舟の船底で夜間ホタルエビが目撃された。

翌18日の夜、M氏の船で津宮地区のテトラポット設置地域に向かい、仕掛けてある「ヅー」約200本を水中から上げてエビを採集したが、ホタルエビは発見できなかった。しかし、利根川本流と小規模な水門で繋がる津宮地区の根本川、および淵生水門付近は、水が澱み、水流はほとんどなく、天然指定エリアのかつての小川のような環境に極めて類似していると考えられ、1カ月前にホタルエビが採取されても不思議ではないと考えられた。
なお、今年度の葉書アンケートは300枚配布のうち、回答が得られたもの278通、そのうちホタルエビを見たというものが20通であった。ほとんどが前年同様1965年（昭和40年）以前の目撃情報で、以後の目撃情報はわずか2通であった。前年度のアンケート結果と合わせると1965年（昭和40年）以降の目撃回答は6通、それに合わせ前述した座談会での証言者を合わせると10名になる。前年度の目撃回答者4名を除くと次の6名である。
1. 茨城県行方郡牛堀町永山在住I氏 目撃場所、与田浦 日時、1970年（昭和45年）8月
2. 佐原市佐原砂山在住O氏 目撃場所、与田浦 日時、1971年（昭和46年）8月
3. 佐原市附洲新田在住O氏 目撃場所、与田浦および外浪逆浦 日時、1972年（昭和47年）7月
4. 佐原市舟戸在住A氏 目撃場所、利根川本流・小野川水門付近 日時、1972年（昭和47年）7月
5. 佐原市津宮在住M氏 目撃場所、利根川本流・津宮地区テトラポット設置地域 日時、1972年（昭和47年）7月
6. 佐原市津宮在住K氏 目撃場所、利根川本流・津宮地区テトラポット設置地域 日時、1972年（昭和47年）7月（採集）

これらのことから判断すると状況は厳しいものの、この時点でホタルエビが利根川流域から完全に絶滅したと断定することは困難であった。
1965年（昭和40年）以降にホタルエビを目撃、または採集した人物は10名にもおよび、しかも目撃地点は佐原付近の与田浦、外浪逆浦、利根川本流の岸に近く水の澱んだ津宮地区のテトラポット設置地域、小野川河口の利根川に流入する場所に限られており、このことは利根川に含まれる微量の塩分と、水の澱んだ夏季に水温が高温となるという、ホタルエビの出現条件に一致している。ただし、国の天然記念物に指定された昭和初期当時のように、夏の暑い夜にいつでも多数見られるような場所は消滅してしまったと考えられた。
しかしながら、保護増殖事業関係者にとって、直近の3年間、特に直前の7月に複数の目撃者、採集者が現れたことは、条件さえ整えば再発生する可能性が高く、今後の保護増殖に希望を持つことのできる出来事であった。

### 1973年度の調査

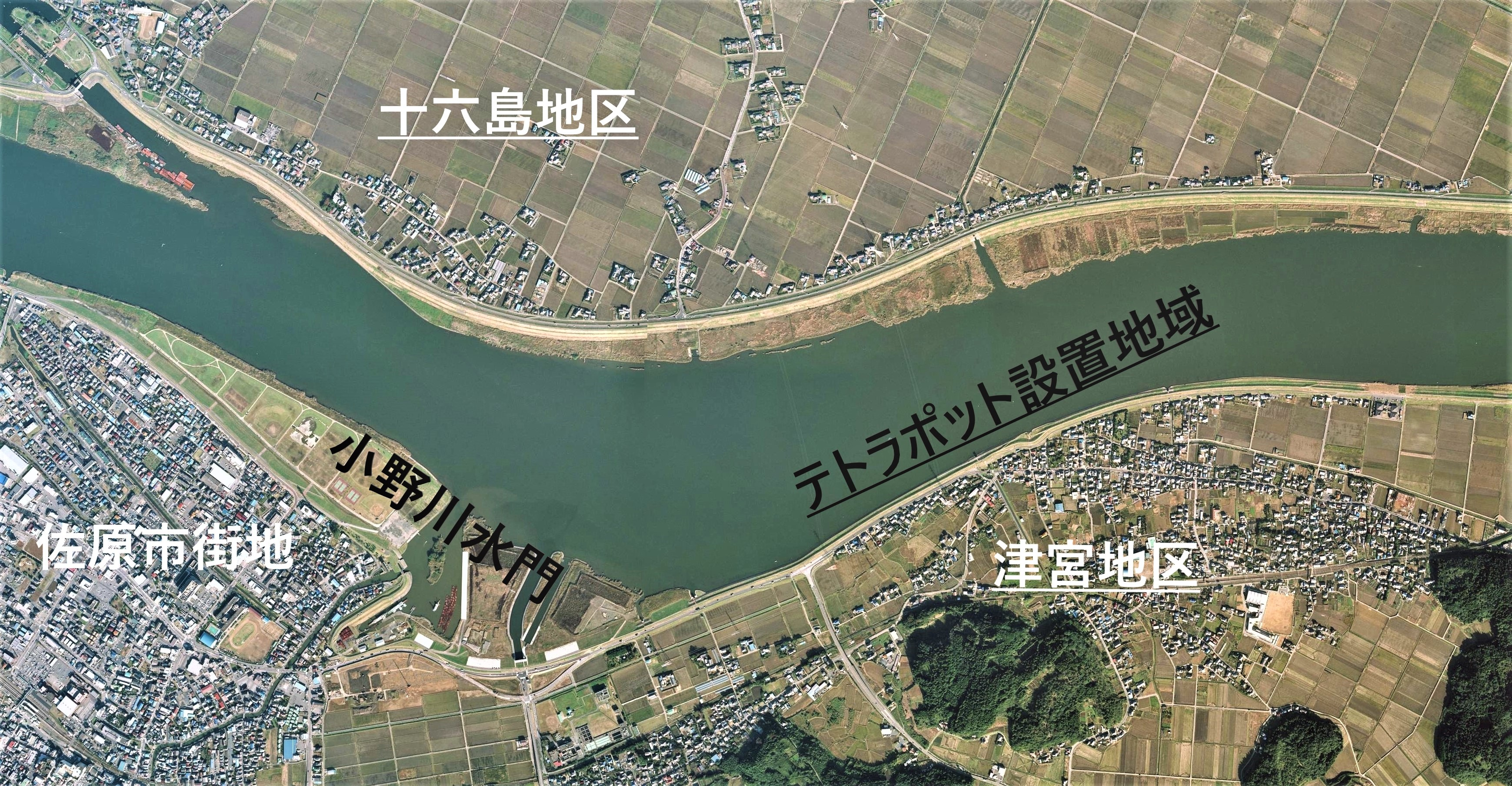
主に1973年に調査が行われ、最後にホタルエビが目撃された佐原市街地から津宮地区一帯の空中写真。
。（2005年11月8日撮影の2枚を合成作成）

予備調査から4年目となる1973年（昭和48年）も千葉県教育委員会より羽根田への調査継続が委託された。前年度の調査により利根川本流右岸のテトラポット設置地域では再出現の可能性があることと、新たに、1971年（昭和46年）の夏、津宮地区の根本川水門から淵生水門にかけてのテトラポット設置場所付近で採集したエビが光るのを見て、気味が悪く、その日の夜に煮て食べたという確実な情報もあり、利根川本流右岸の津宮地区が重点的に調査された。
同年7月28日と29日の夜、前年同所でホタルエビを採取した漁師のM氏同行のもと、舟を出して津宮地区に仕掛けられた竹製のエビ捕獲器「ヅー」を、計400本を水中から上げて調査したが、ホタルエビを見つけることはできなかった。
日を改めて再度調査を行うことにしたが、1973年（昭和48年）の8月は異常な旱魃で、長期間雨が降らず、利根川の水量は例年の半分ほどであったという。津宮地区のテトラポット設置地域は前年の調査時とは異なり異臭が発生し、漁師らは「水が死んでいる」と言い、明らかに異常を呈していた。そのため調査個所を変更し、同年9月4日から6日にかけ、1971年（昭和46年）に調査を行った茨城県牛堀町を再度訪れ、常陸利根川に仕掛けたエビ網漁の漁獲物を調査したが確認はできなかった。ここも水量が少なく、上流側に位置する霞ヶ浦では藻類のアオコが大発生し、湖水が酸欠状態になり多くの水生植物が死滅したという。
また、与田浦、外浪逆浦、津宮地区のテトラポット設置地域で水を採取し、食塩含有量0.5パーセントの普通寒天培地に発光バクテリアの培養を行い、前後20回の培養試験を行ったものの、発光バクテリアを培養することはできなかった。

## 天然記念物の指定解除

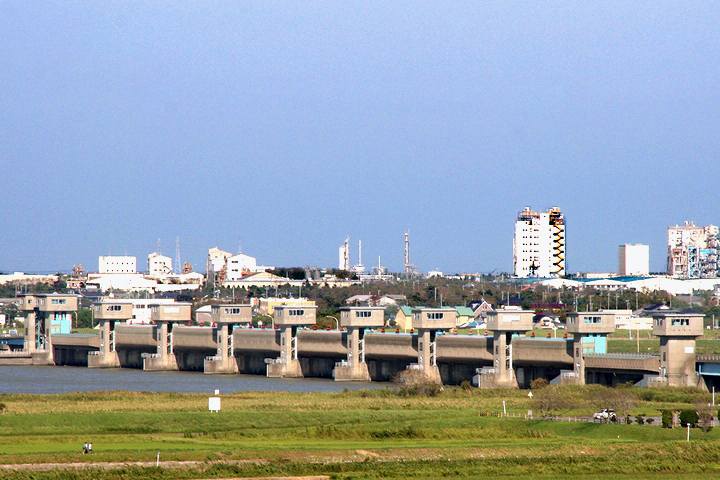
利根川河口堰

4年間に及ぶ調査を委託された横須賀市博物館館長の羽根田弥太は、当初の予定では、たとえ一匹でもホタルエビを採集できたら、発光バクテリアを培養増殖してホタルエビを増殖させる考えでいたものの、ついに4年間、発生したとの目撃情報を聞きながら、実際に入手することができなかった。昔のように、夏の夜、いつでも数百のホタルエビを見ることは、今や昔物語になってしまったと感想を述べている。
各地の漁業協同組合での聞き取り、葉書アンケートや座談会での情報を総合すると、1965年（昭和40年）頃までは多くの人々の眼にホタルエビの記憶が残っていたものの、それ以降、急速にホタルエビが姿を消したことがわかった。結果的に1972年（昭和47年）7月に目撃、採集された3件の報告例が、佐原付近での最後の発生例となり、千葉県教育委員会による生息環境調査と保護増殖事業は1973年度（昭和48年度）をもって打ち切られた。
ホタルエビの発光バクテリアは佐原のような塩分の少ない水に長期間慣れたため、発光性を失わなかった特殊なバクテリアであり、その発光のためには微量の塩分が必要であるため、1971年（昭和46年）1月に竣工した利根川河口堰により、佐原付近の水中塩分濃度が減少し、発光バクテリアに影響を与え、周辺一帯の圃場整備による小規模河川の埋め立ての影響も考えられている。
羽根田は今後も佐原付近の新しくできた水路やテトラポット設置地域について、少なくとも毎年1回か2回は調査することは無駄にならないとしていたが、その後もホタルエビが現れることはなく、1982年（昭和57年）10月7日に国の天然記念物指定が解除された。
なお、同じく淡水エビのスジエビの発光事例として、1994年（平成6年）7月に、滋賀県の琵琶湖の生け簀で光るエビが確認され、国立予防衛生研究所・理化学研究所などによって詳細な調査が行われている。